# Перкинс Бэкон
«Пе́ркинс Бэ́кон» (англ. Perkins Bacon) — известная лондонская фирма, печатавшая книги, банкноты, другие ценные бумаги, а также почтовые марки, включая первую в мире марку — «Чёрный пенни» (1840).

## Изготовление «Чёрного пенни»
Заказ на печатание в 1840 году первых британских марок был размещён в типографии фирмы «Перкинс Бэкон», однако его выполнение сопровождалось целым рядом технических затруднений. Вот как описывают этот эпизод О. Гросс и К. Грыжевский:
Марки были выполнены старательно, хотя типографии пришлось преодолеть немало трудностей. Например, много хлопот доставил подбор соответствующей бумаги и красок, а отлитая в спешке первая печатная форма быстро износилась. О трудностях свидетельствует, в частности, тот факт, что лишь за несколько дней до появления марок в продаже, 24 апреля 1840 года, фирма «Перкинс, Бэкон и Петч» [Perkins, Bacon & Petch] сообщала: «Вот уже пять дней мы занимаемся нанесением клейкого слоя на марки, и трудности, с которыми мы столкнулись, не поддаются описанию». Однако небывалый эксперимент приближался к концу, и уже 1 мая 1840 года марки продавались в Лондоне, хотя официально они были пущены в обращение 6 мая.

## Другие почтовые марки
В 1848 году при посредстве общества «Генеральные колониальные агенты британской короны» (Joint Agents General for the Crown Colonies) лондонская типография «Перкинс Бэкон» получила заказ и приступила к изготовлению первых марок для островов Тринидад и Маврикий. В дальнейшем типография получила аналогичные заказы на выпуски марок Мыса Доброй Надежды, Западной Австралии, Цейлона, островов Святой Елены, Антигуа, Сент-Люсия и Багам.

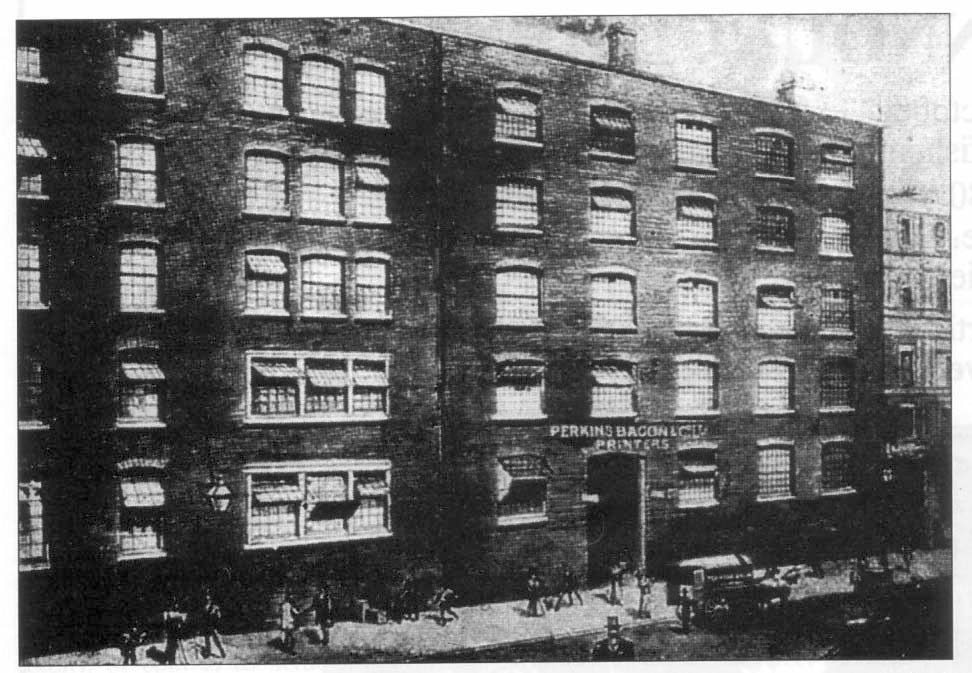
Здание типографии «Перкинс Бэкон» в Лондоне
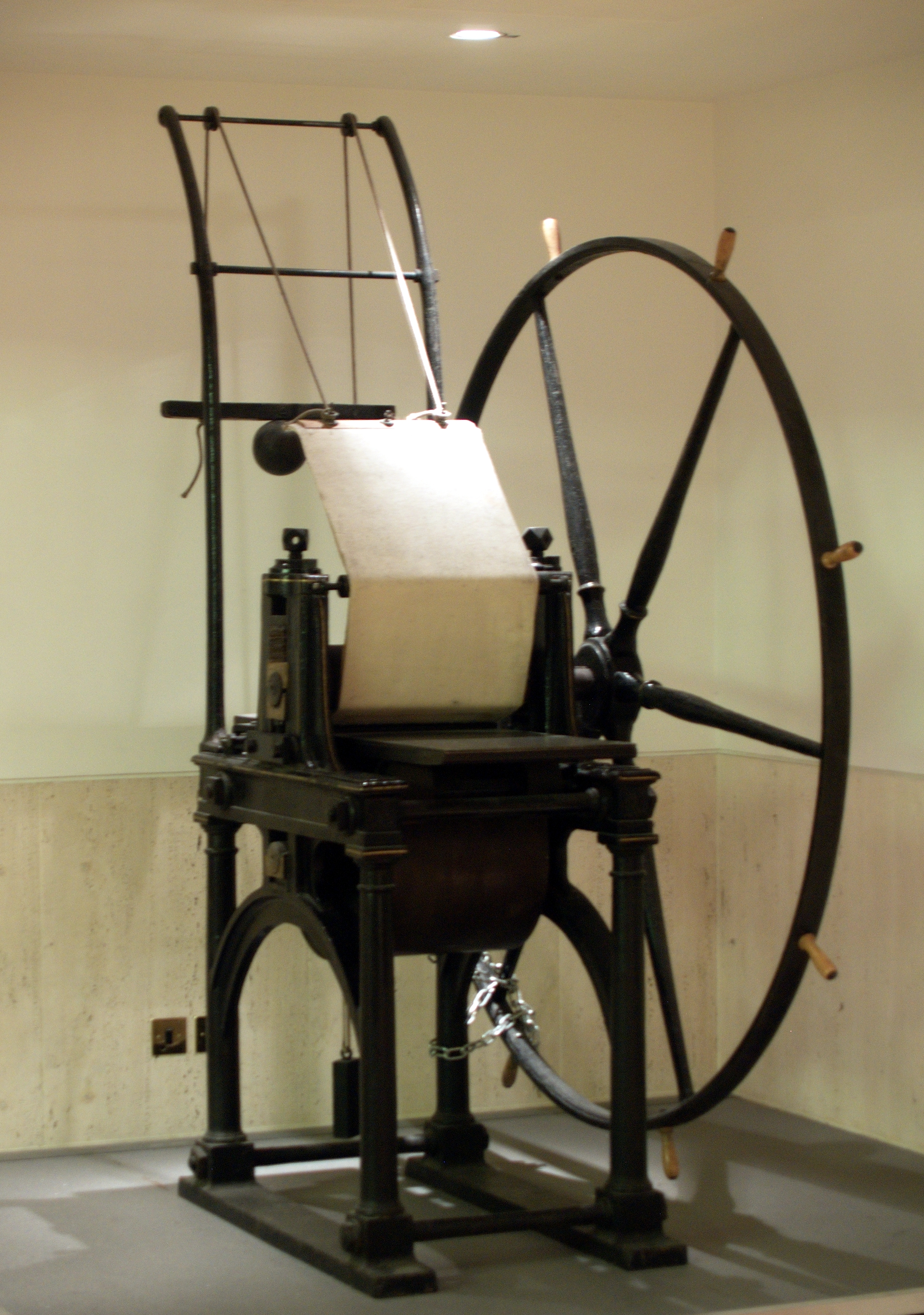
Плоскопечатная машина[англ.] Перкинса, на которой были изготовлены первые почтовые марки «Чёрный пенни»
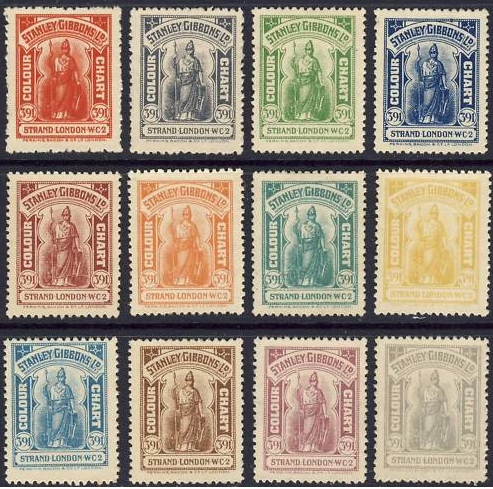
Марки для определения цвета, напечатанные фирмой «Перкинс Бэкон» для «Стэнли Гиббонс»